# محطة قطار القدس-يتسحاق نافون
محطة قطار القدس-يتسحاق نافون (بالعبرية: תחנת הרכבת ירושלים-יצחק נבון  تَخَنَاتْ هَارَكِيڤِتْ يِرُوشَلَايِمْ-يِتْسْخَاقْ نَاڤُونْ) هي محطة قطار تقع تحت الأرض على عمق 80 متر في مدينة القدس في إسرائيل. بُنيت كمحطة نهائية على سكة الحديد بين تل أبيب والقدس ضمن المرحلة الخامسة من خطة تطوير خطوط السكك الحديدية الإسرائيلية. سُميت المحطة على اسم إسحاق نافون الرئيس الخامس لدولة إسرائيل وافتتحت للجمهور في 25 سبتمبر (أيلول) 2018. تقع المحطة عند المدخل الغربي لمدينة القدس، قرب مركز المؤتمرات الدولي (مباني الأمة) وبجانب محطة الحافلات المركزية ونقطة توقف للقطار الخفيف.

## تاريخ
في 12 سبتمبر (أيلول) 2006 وُضع حجر الأساس لمحطة القطار بالقرب من مباني الأمة في حفل حضره وزير المواصلات شائول موفاز ورئيس بلدية القدس أوري لوبوليانسكي والمدير التنفيذي لشركة قطار إسرائيل عوفر لينشيفسكي. في وقت إنشائها كانت تسمى «محطة قطار مباني الأمة» ولكن عند افتتاحها اُخْتِير اسمها الحالي.
بُنيت المحطة في مكان ميدان نِزْكُورْ (بالعبرية: כיכר נזכור) الذي كان يتوسطه نُصبًا تذكاريًا يُطلق عليه يد الذكرى للمدافعين عن القدس (بالعبرية: יד הזיכרון למגיני ירושלים) لمدة 37 عامًا. في عام 2006 نُقل النُصب إلى ساحةٍ قرب مبنى المحكمة العليا. تُقدر التكلفة الإجمالية لبناء المحطة بحوالي 350 مليون شيكل جديد.

## تصميم
بسبب التضاريس الجبلية في منطقة القدس وحتى تكون سكة الحديد من تل أبيب إلى القدس مناسبة لحركة القطار لزم أن تكون أرصفة المحطة على عمق 80 مترًا تحت سطح الأرض. بُنيت المحطة في نهاية النفق الذي يربط المحطة بجسر للسكك الحديدية فوق وادي الأرز.
تنقسم المحطة إلى طابقين رئيسيين؛ طابق علوي بالقرب من سطح الأرض وفيه مكاتب وآلات تسجيل النقد وخدمات أخرى، وطابق سفلي بأربع أرصفة. يبلغ الفارق بين الطابقين حوالي 60 متر ويربطهما مصاعد عالية السرعة وسلالم متحركة وسلالم.

## خطوط
يغادر قطار كل نصف ساعة على خط القدس - هرتسليا مرورًا بمطار بن غوريون ومحطات قطار تل أبيب. تبلغ مدة السفر إلى مطار بن غوريون حوالي 22 دقيقة، وإلى محطة قطار سفيدور مركاز حوالي 38 دقيقة، وإلى هرتسليا حوالي 55 دقيقة.
في 31 مارس (آذار) 2022 بدأ عمل خط موديعين انطلاقًا من هذه المحطة مرورًا بمحطة باتي موديعين. يربط الخط المحطات عبر قوس موديعين. يغادر المحطة قطارين في الساعة خلال ساعات الذروة وقطار واحد في الساعة في الأوقات العادية.
في 18 سبتمبر (أيلول) 2022 بدأ عمل خط ليلي من الأحد إلى الأربعاء والسبت بين المحطات القدس - مطار بن غوريون - سفيدور مركاز.